# Marmosops incanus
Marmosops incanus (Portugees: Cuíca-cinza) is een zoogdier uit de familie van de Opossums (Didelphidae). De wetenschappelijke naam van de soort werd voor het eerst geldig gepubliceerd door Lund in 1840.

## Voorkomen
De soort komt voor in oostelijk Brazilië.